# 푸투 (기업)
푸투(Futu) 또는 푸투 홀딩스 리미티드(Futu Holdings Limited, 중국어: 富途)는 중화인민공화국, 홍콩, 미국 및 국제적으로 디지털화된 중개 및 자산 관리 플랫폼의 지주 회사로 운영되고 있다. 2019년 기준 푸투의 최대 투자자는 텐센트이다. 설립자 예즈거(叶子哥)는 텐센트의 전 직원이다. 이 회사는 원래 NASDAQ 기호 FHL로 거래되었지만 FUTU로 변경되었다.
푸투는 2019년 3월 8일 나스닥에서 기업공개(IPO)로 9천만 달러를 모금했다.